# Grietje Jansen-Anker
Greta (Grietje) Jansen-Anker (Vlissingen, 12 september 1897 – Rotterdam, 13 oktober 2009) was vanaf 19 mei 2006 de oudste inwoner van Nederland, na het overlijden van de 111-jarige Alexandrina van Donkelaar-Vink. Zij heeft deze titel 3 jaar en 147 dagen gedragen.
Jansen woonde een groot deel van haar leven in 's-Gravenzande. Tot zij 102 was, woonde ze nog zelfstandig. In september 2008, even na haar 111e verjaardag, verhuisde ze van Middelburg naar Rotterdam, waar ze samen met een dochter in een verzorgingstehuis verbleef. Ze had drie kinderen en verscheidene klein- en achterkleinkinderen. Zelf vond ze haar hoge leeftijd geen verdienste en stelde dan ook geen prijs op aandacht of publiciteit. Zelfs het verjaardagsbezoek van de Middelburgse burgemeester weigerde ze steevast. Ook liet ze in een contract vastleggen dat de zorginstellingen waarin ze woonde niet met de media mochten praten over haar hoge leeftijd.
Jansen was vanaf 11 mei 2009 de op twee na oudste Nederlander ooit. Tot aan haar overlijden was zij de laatste Nederlander die nog in de 19e eeuw geboren was. Op de lijst van gevalideerde levende personen uit de gehele wereld van ten minste 110 jaar oud stond zij toen op plaats 28.
Jansen overleed op de leeftijd van 112 jaar en 31 dagen. Haar opvolgster als Nederlands oudste was de 107-jarige Bertha van Hasselt.